# Voiles et Voiliers
Créé en 1971, Voiles et Voiliers est un magazine mensuel français consacré à la voile sportive et de plaisance. Le magazine édite également des numéros hors-série et une collection d'ouvrages consacrés à la voile.

## Historique
Au printemps 1971, Jean-Olivier Héron, Pierre Marchand, Jean Dousset, Jean-Paul Aymon, Marc Berthier et Gérard Beauvais décident de lancer un magazine mensuel baptisé Voiles et Voiliers.
La Une de ce premier numéro titrait : « Le huitième jour, Dieu créa le bateau… ».
À partir de 2008, le magazine enregistre une baisse importante de ses recettes publicitaires, qui aboutit au début de 2015 à un plan de restructuration radical (21 licenciements sur 29  salariés, dont 8 de ses 10 journalistes permanents) et au transfert de son siège et de sa rédaction de Paris à Rennes en 2015,  au sein du « pôle mer » d'Ouest-France. Une décision à laquelle les journalistes salariés s'opposent, l'estimant non fondée économiquement et périlleuse pour la pérennité du magazine.
En mars 2015, paraît le premier numéro fabriqué à Rennes par une équipe réduite. Jean-Paul Boucher, directeur général délégué du groupe Ouest-France et maître d'œuvre du plan social chez Voiles et Voiliers déclare en mars 2015 que « le regroupement de la rédaction dans Infomer, la filiale d'Ouest-France qui réunit les titres spécialisés dans le maritime, permet de mutualiser les services administratifs et commerciaux tout en conservant une rédaction de dix personnes, épaulée par de nombreux collaborateurs pigistes ».

## Fonctionnement
La rédaction est composée de sept journalistes[réf. nécessaire] et renforcée par une équipe de pigistes et de correspondants, est impliquée dans la réalisation du mensuel et du site internet mais également dans les Assises nationales du nautisme et de la plaisance[réf. nécessaire].
Voiles et Voiliers est aussi membre d’un réseau de 12 mensuels européens qui décerne chaque année les distinctions de European Yacht of the Year.